# Niszczyciele min typu Yung Feng
Niszczyciele min typu Yung Feng – tajwańskie niszczyciele min z lat 90. XX wieku. W latach 1988–1991 w niemieckiej stoczni Abeking & Rasmussen w Lemwerder zbudowano cztery okręty tego typu. Przyjęte do służby w marynarce wojennej Republiki Chińskiej w 1991 roku, nadal znajdują się w składzie floty i mają status operacyjny (stan na 2019 rok).

## Projekt i budowa
Niszczyciele min typu Yung Feng zostały zamówione przez rząd Tajwanu w Niemczech w 1988 i 1989 roku w celu zastąpienia wyeksploatowanych trałowców pozyskanych z US Navy . Projekt nosił oznaczenie MWV 50. Aby uniknąć protestów władz Chińskiej Republiki Ludowej, formalnie jednostki miały być przeznaczone dla firmy CPC Corporation (zajmującej się handlem i wydobyciem ropy naftowej i gazu ziemnego) jako uniwersalne statki przeznaczone do obsługi platform wiertniczych, badań oceanograficznych, zwalczania pożarów, kontroli zanieczyszczeń oraz poszukiwań i ratownictwa . Jednostki zostały więc zbudowane jako cywilne, pomalowane na kolor niebieski (kadłuby) i biały (nadbudówki); nie zainstalowano na nich uzbrojenia ani wyposażenia . Planowane zamówienie na kolejne osiem okrętów zostało anulowane z powodu skandalu związanego z ujawnieniem prawdziwego przeznaczenia jednostek .
Wszystkie jednostki typu Yung Feng zbudowane zostały w stoczni Abeking & Rasmussen w Lemwerder . Stępki okrętów położono w latach 1988–1989, a zwodowane zostały w 1990 roku .
| Okręt              | Stocznia | Początek budowy  | Wodowanie            | Wejście do służby |
| ------------------ | -------- | ---------------- | -------------------- | ----------------- |
| „Yung Feng (1301)” | A & R    | 14 września 1988 | 26 kwietnia 1990     | 12 lipca 1991     |
| „Yung Chia (1302)” | A & R    | 14 września 1988 | 26 kwietnia 1990     | 12 lipca 1991     |
| „Yung Ting (1303)” | A & R    | 23 marca 1989    | 22 października 1990 | 2 maja 1991       |
| „Yung Shun (1305)” | A & R    | 23 marca 1989    | 22 października 1990 | 12 lipca 1991     |

## Dane taktyczno–techniczne

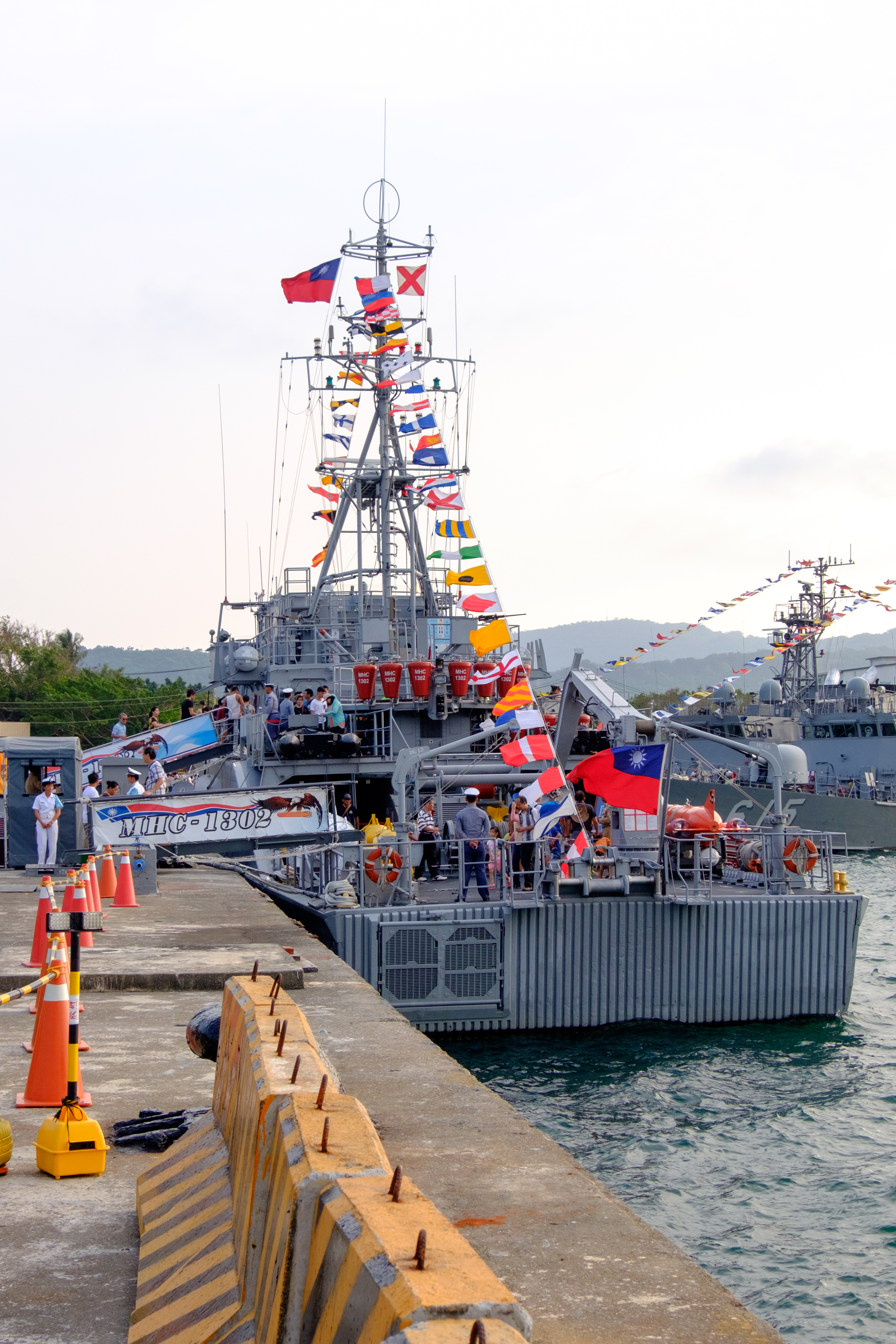
Widok od strony rufy „Yung Chia” w Zuoying w 2016 r.

Okręty są przybrzeżnymi niszczycielami min z kadłubami wykonanymi z drewna . Długość całkowita wynosi 49,7 metra, szerokość 8,7 metra, a zanurzenie 3,1 metra. Wyporność lekka wynosi 500 ton, a pełna 540 ton . Okręty napędzane są przez dwa 8-cylindrowe silniki wysokoprężne MTU 8V 396 TB93 o łącznej mocy 1,6 MW (2180 KM), poruszające poprzez wały napędowe dwoma śrubami . Maksymalna prędkość jednostek wynosi 14 węzłów. Zasięg wynosi 3500 Mm przy prędkości 14 węzłów.
Uzbrojenie artyleryjskie jednostek składało się początkowo z dwóch pojedynczych wielkokalibrowych karabinów maszynowych kalibru 12,7 mm L/90 . Wyposażenie przeciwminowe stanowiły dwa pojazdy podwodne: Pinguin A1 i Pinguin B3 . Wyposażenie radioelektroniczne obejmowało radar Decca oraz sonar kadłubowy TSM-2022 .
Załoga pojedynczego okrętu składa się z 5 oficerów i 40 podoficerów i marynarzy.

## Służba
Nieuzbrojone i pozbawione wyposażenia przeciwminowego jednostki zostały przyjęte do służby w marynarce wojennej Republiki Chińskiej w 1991 roku (2 maja podniesiono banderę na „Yung Ting”, a 12 lipca na „Yung Feng”, „Yung Chia” i „Yung Shun”) . Okręty otrzymały numery taktyczne 1301–1303 i 1305 . Pełną gotowość bojową jednostki osiągnęły dopiero w 1995 roku, po montażu uzbrojenia i wyposażeniu w system wykrywania min Thomson Sintra IBIS V oraz pojazdy podwodne .
W 1997 roku na pokładzie dziobowym jednostek zainstalowano pojedyncze działko T75 kal. 20 mm L/68 . Po 2010 roku wszystkie cztery niszczyciele min zostały poddane modernizacji, w wyniku której w miejsce sonaru TSM-2022 zainstalowano nowy SA 950 oraz zamiast pojazdu podwodnego Pinguin A1 dodano drugi Pinguin B3 . Wszystkie jednostki nadal znajdują się w składzie floty i mają status operacyjny (stan na 2019 rok) .